# Kilometru
Kilometrul (abreviat km) este o unitate de măsură a distanței.
Un kilometru este egal cu 1000 de metri și este un multiplu al metrului acceptat și recomandat de S.I..
Pentru a înțelege mai bine semnificația distanței de 1 km vezi 1 E3 m, o listă comparativă a unor distanțe cuprinse între 1 km și 10 km.